# Haskell (Texas)
Haskell è un centro abitato degli Stati Uniti d'America situato nella contea di Haskell (di cui è capoluogo) dello Stato del Texas.
La popolazione era di 3.322 persone al censimento del 2010.

## Geografia fisica
Haskell è situata a 33°09′37″N 99°44′04″W (33.160152, -99.734572).
Secondo lo United States Census Bureau, ha un'area totale di 3,4 miglia quadrate (8,8 km²).

## Società

### 2010
Secondo il censimento del 2010 c'erano 3.322 persone, un incremento del 6,95% rispetto al 2000 (216 persone). La composizione etnica della città era formata dall'80,40% di bianchi (2,671 persone), il 4,94% di afroamericani (164 persone), lo 0,75% di nativi americani (25 persone), lo 0,75% di asiatici (25 persone), il 10,69% di altre razze (355 persone), e il 2,47% di due o più etnie (82 persone). Ispanici o latinos di qualunque razza erano il 26,76% della popolazione (889 persone).

### 2000
Secondo il censimento del 2000, c'erano 3.106 persone, 1.295 nuclei familiari e 868 famiglie residenti nella città. La densità di popolazione era di 912,8 persone per miglio quadrato (352,7/km²). C'erano 1.526 unità abitative a una densità media di 448,5 per miglio quadrato (173,3/km²). La composizione etnica della città era formata dall'80,33% di bianchi, il 3,90% di afroamericani, lo 0,55% di nativi americani, lo 0,10% di asiatici, il 12,46% di altre razze, e il 2,67% di due o più etnie. Ispanici o latinos di qualunque razza erano il 22,70% della popolazione.
C'erano 1.295 nuclei familiari di cui il 29,7% aveva figli di età inferiore ai 18 anni, il 53,8% aveva coppie sposate conviventi, il 10,1% aveva un capofamiglia femmina senza marito, e il 32,9% erano non-famiglie. Il 31,3% di tutti i nuclei familiari erano individuali e il 20,5% aveva componenti con un'età di 65 anni o più che vivevano da soli. Il numero di componenti medio di un nucleo familiare era di 2,32 e quello di una famiglia era di 2,91.
La popolazione era composta dal 25,2% di persone sotto i 18 anni, il 5,7% di persone dai 18 ai 24 anni, il 22,5% di persone dai 25 ai 44 anni, il 20,6% di persone dai 45 ai 64 anni, e il 25,9% di persone di 65 anni o più. L'età media era di 42 anni. Per ogni 100 femmine c'erano 83,5 maschi. Per ogni 100 femmine dai 18 anni in giù, c'erano 80,7 maschi.
Il reddito medio di un nucleo familiare era di 20.740 dollari e quello di una famiglia era di 27.109 dollari. I maschi avevano un reddito medio di 20.245 dollari contro i 15.391 dollari delle femmine. Il reddito pro capite era di 13.114 dollari. Circa il 21,5% delle famiglie e il 28,7% della popolazione erano sotto la soglia di povertà, incluso il 42,4% di persone sotto i 18 anni e il 18,1% di persone di 65 anni o più.